# Osias Beert de Oudere
Osias Beert de Oudere (Antwerpen, 1580 - Antwerpen, 1624) was een Zuid-Nederlands kunstschilder en barokschilder. Hij werd bekend als schilder van stillevens, vooral bloemstukken. Beert was tevens meester in het Antwerpse Sint-Lucasgilde; enkele van zijn leerlingen waren Frans van der Borch, Frans Ykens, Adriaen van Nieuwland I, Paulus Pontius en Jan Wilemssen. Verder werkte Beert samen met Peter Paul Rubens.
Beert was de vader van Osias Beert de Jongere.

## Galerij

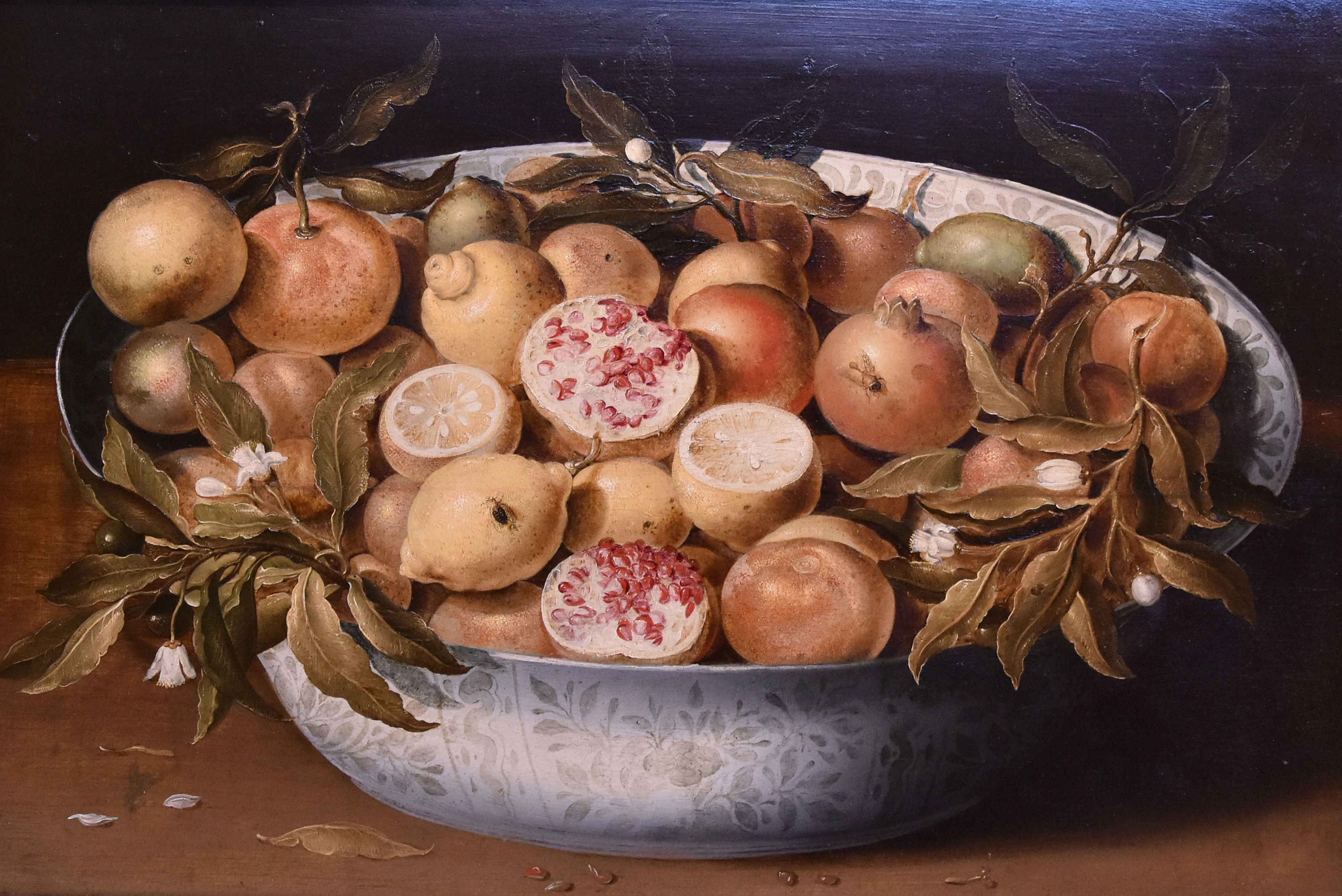
Stilleven Musée Calvet, Avignon
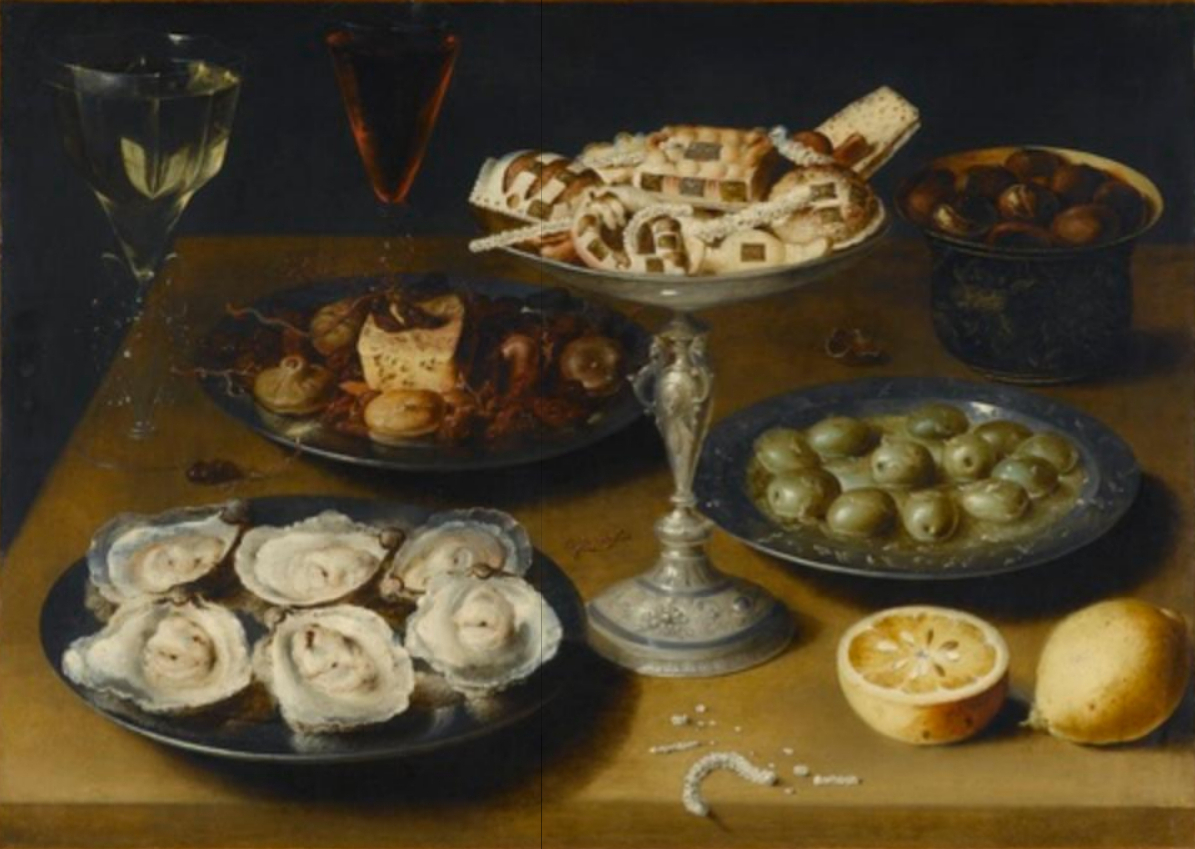
Stilleven met oesters (1610), Staatsgalerie Stuttgart
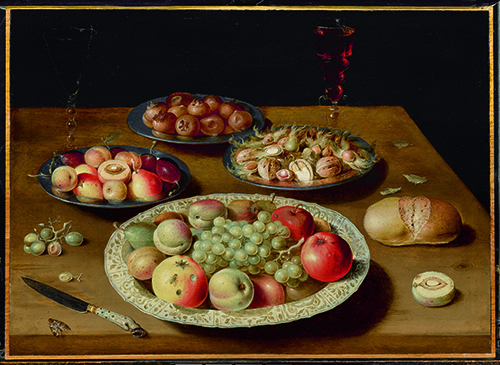
Stilleven op een houten tafel met fruit, noten en een brood, uit de collectie van The Phoebus Foundation